# Kyjanka (přítok Říky)
Kyjanka je horský potok (přítok potoka Říka) pramenící v pohoří Oderské vrchy, patřící do povodí řeky Moravy (povodí řeky Dunaj, úmoří Černého moře).

## Popis toku
Kyjanka pramení na svazích kopce Přemkovo zákoutí, nedaleko bývalého Lomu v Kozlově u obce Kozlov v Oderských vrších ve vojenském újezdu Libavá v okrese Olomouc v Olomouckém kraji . Potok nejprve teče jihozápadním směrem, opouští vojenský újezd Libavá a pod Kyjanickým kopcem se stáčí k jihu a pak opět k jihozápadu a teče podél silnice II/441. Následně protéká zaniklou německou osadou Kyjanice, kde je zaniklé vodní dílo a kde také potok poháněl bývalý vodní mlýn a pilu v Kyjanicích. Pak se odchyluje od silnice II/441 a opouští Oderské vrchy a u Velkého Újezdu pokračuje Tršickou pahorkatinou, kde podtéká dálnici D35 a silnici 437 a opouší okres Olomouc. Následně vtéká do okresu Přerov, míjí vesnice Staměřice a Výkleky a u Svrčova (místní část obce Lazníky) se zprava vlévá do potoka Říka, který patří do povodí řeky Olešnice.

## Další informace
Potok má délku cca 8,9 km.

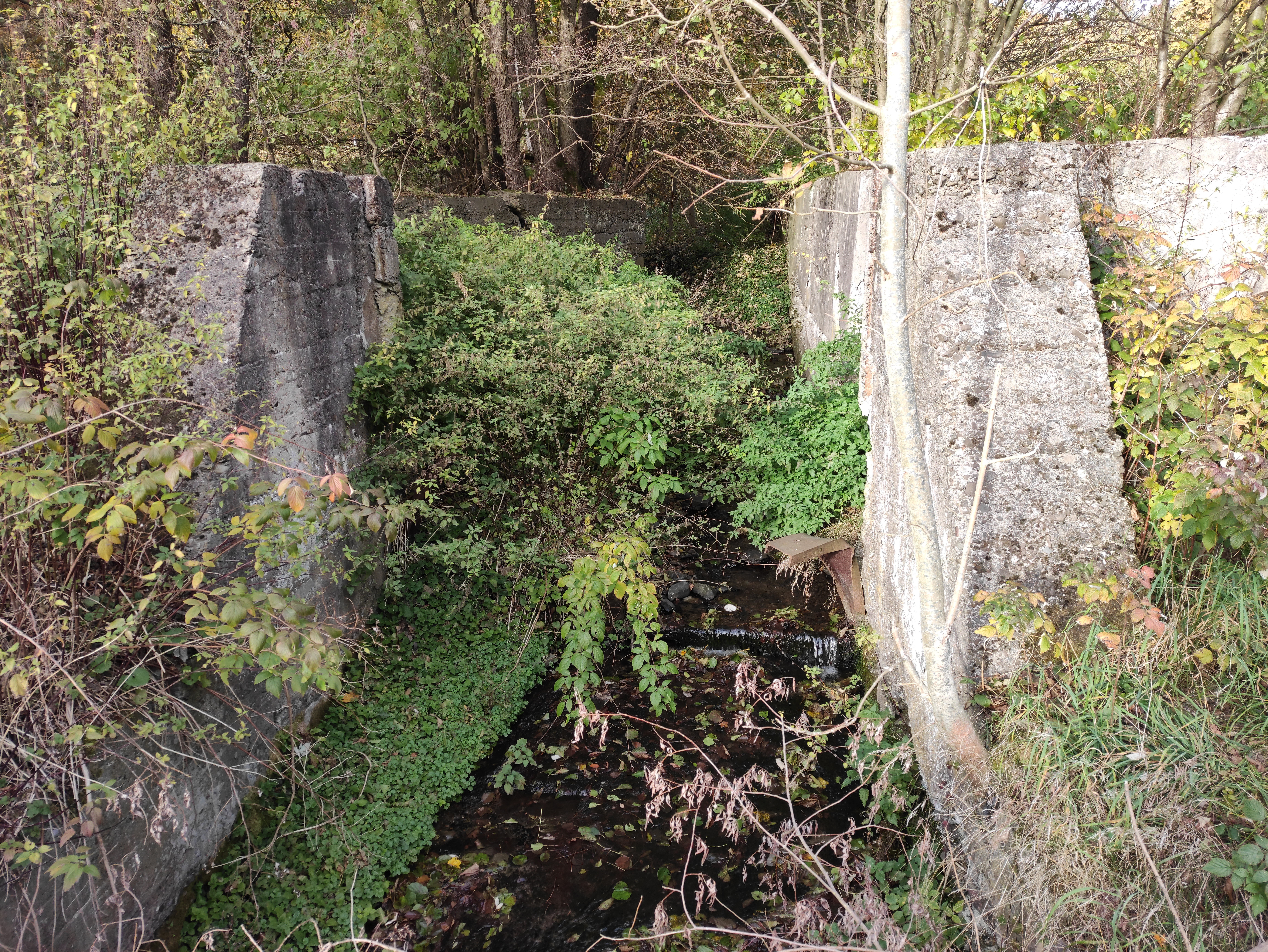
Zaniklé vodní dílo na potoce Kyjanka v Kyjanicích

Protože se pramen nachází ve vojenském prostoru, je pro veřejnost bez povolení nepřístupný.
Potok Kyjanka má řadu bezejmenných přítoků.